# Hecate Strait

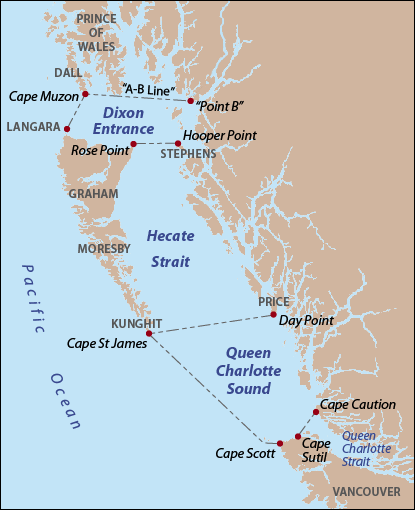
Kaart met Hecate Strait

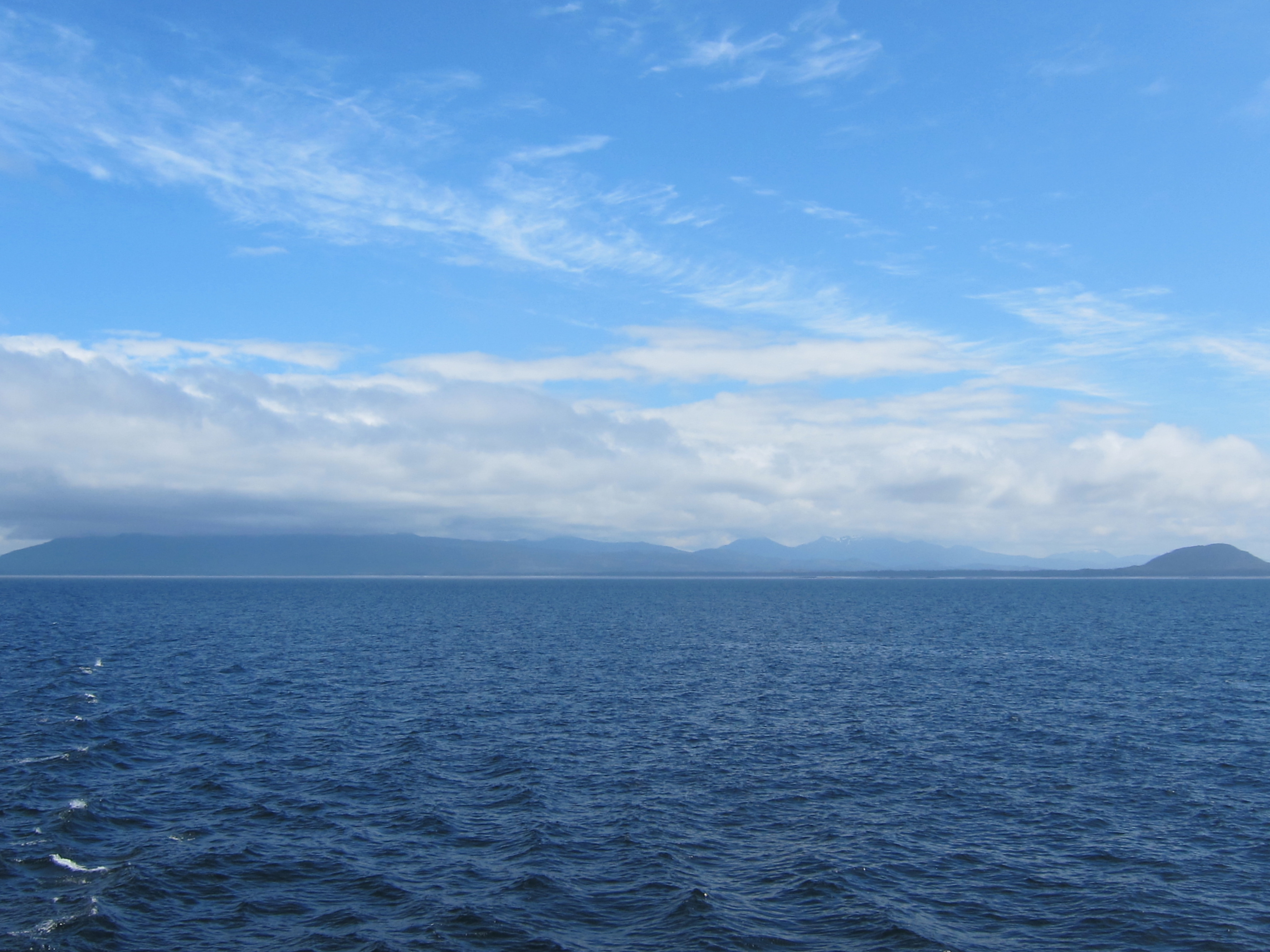
Hecate Strait met Pitt Island

De Hecate Strait is een zeestraat in het westen van Brits-Columbia in Canada.

## Geografie
Hecate Strait is ongeveer 140 kilometer breed aan het zuidelijke uiteinde en versmalt in het noorden tot ongeveer 48 kilometer. Het is ongeveer 260 kilometer lang. In het noorden mondt de zeestraat uit in de Dixon Entrance en in het zuiden in de Queen Charlotte Sound. In het westen ligt de eilandengroep Haida Gwaii en in het oosten liggen eilanden voor de kust van het vasteland van Canada. 
Volgens de BC Geographical Names wordt de zuidelijke grens van Hecate Strait gedefinieerd als een lijn die loopt van het zuidelijkste punt van Price Island naar Cape St James op Kunghit Island, het zuidelijkste punt van Haida Gwaii. De noordelijke grens is een lijn van Rose Point, de noordoostelijke punt van Grahameiland, naar Hooper Point aan het noordelijke uiteinde van Stephens Island voor de kust van het vasteland. Ten noordoosten van de noordelijke grens mondt de Brown Passage uit in de Dixon Entrance.
Wateren die in de eilandengroep Haida Gwaii uitkomen op de zeestraat zijn onder andere de Skidegate Inlet, de Cumshewa Inlet, de Laskeek Bay, de Juan Perez Sound en het Houston Stewart Channel en de eilanden van deze eilandengroep die grenzen aan de Hecate Strait zijn Grahameiland, Moresby Island, Louise Island, Talunkwan Island, Lyell Island, Ramsay Island, Burnaby Island en Kunghit Island.
Wateren die vanuit het oosten op de zeestraat uitkomen zijn onder andere de Edye Passage, de Beaver Passage, de Browning Entrance met Principe Channel en de Otter Passage en de eilanden van deze eilandengroep die in het oosten grenzen aan de Hecate Strait zijn Stephens Island, Prescott Island, Porcher Island, McCauley Island, Banks Island, Bonilla Island, Trutch Island, Dewdney Island, Aristazabal Island en Price Island.
Het waterlichaam ligt in de mariene ecoregio Noord-Amerikaans Pacifisch Fjordland.

## Geschiedenis
De Haida van Haida Gwaii staken de Hecate Strait over naar het vasteland om kustdorpen te plunderen en slaven en buit te maken. Soms staken First Nations van het vasteland de Hecate Strait over naar Haida Gwaii, zoals een Nisga'a-oorlogsgroep van de benedenloop van de Nass River, die de straat overstak in een vergeldingsaanval na een aanval door Haida Ravens van Hiellen, die Nisga'a-slaven terugbrachten naar Hiellen. De inwoners van Hiellen, uit angst voor een vergelding door de Nisga'a, zochten hun toevlucht in Masset. De Nisga'a troffen Hiellen verlaten aan en brandden het tot de grond toe af. Haida van Masset voerde een tegenaanval uit, wat resulteerde in een lange strijd bij Hiellen en het nabijgelegen Taaw Tldáaw. De  overlevende Nisga'a staken de Hecate Strait opnieuw over om naar huis terug te keren.
De Hecate Strait werd in 1861 of 1862 door kapitein George Henry Richards vernoemd naar zijn onderzoeksschip de HMS Hecate.